# 松山戦争
松山戦争（まつやませんそう）は、明治元年10月6日（1868年11月19日）に発生した、下総国匝瑳郡松山村（現在の千葉県匝瑳市）における市川弘美ら水戸藩諸生党とこれを追跡する水戸藩天狗党との戦い。

## 背景
元治元年12月（1865年1月）に関東を劫掠していた水戸藩天狗党の乱が鎮圧された後、水戸藩の藩政は市川弘美ら中心とする諸生党が掌握し、水戸に居た天狗党の関係者は諸生党によって次々と処刑された。
ところが翌年将軍徳川家茂が死去すると、天狗党本隊のうち武田金次郎ら遠島に処される予定であった者共が赦免され、さらに孝明天皇崩御の後、天狗党と共謀関係にあった長州藩が鳥羽・伏見の戦いで勝利すると、天狗党・本圀寺党の訴えにより諸生党が一転して朝敵に指定された。このため市川ら諸生党は水戸を脱出して北越戦争・会津戦争に参戦したものの、これらの戦闘は新政府軍の勝利に終わる。行き場を失った諸生党は起死回生を狙って水戸城奪還を図り藩校弘道館を占拠したが（弘道館戦争）、敗れて下総方面へと逃走した。

## 経過
10月4日夜、市川ら210人は銚子近郊の高崎藩領松岸に上陸した。ここで高崎藩士の説得に応じた97人が降伏したが、市川ら113人はなおも逃走を続け、10月6日午前10時頃、八日市場の福善寺に到着した。
市川はここで一同に解散の意志を伝えたが、そのうち数十人は最期まで天狗党と戦う意志を示したので、市川は八日市場の町を戦火に巻き込むことを避けるため、地元民の案内を受けて松山村付近の台地に陣を張り、追手を待ち受けた。午前11時頃、八日市場に到着した尼子扇之助・河西粛太郎率いる天狗党（水戸藩兵）1,000人は福善寺に放火してこれを焼き払った後、松山で待ち構える市川勢に総攻撃を仕掛けた。市川勢は2時間余りにわたって激しく抗戦したが、朝比奈弥太郎・富田理助ら30数名が討死し、午後2時頃ついに市川勢は壊滅した。
天狗党は翌7日から9日にかけて八日市場近隣の村々に押入って金品を強奪し、各村の名主・組頭を縛り上げて拉致し身代金550両を奪取したうえ、銚子など周辺の町を次々と襲撃して略奪を繰り返した後、水戸へと戻っていった。飯高寺の『向城庵記憶帳』は、この時の有様を「辰年十月中旬、水戸藩士天狗共国元にて戦争の上～八日市・佐原・銚子・東金などの町家へ乱荒し必死難渋の沙汰」と記している。
市川はなおも再起を図り、匝瑳郡高野村（横芝光町宮川）の剣客・大木佐内に匿われた後、東京へと逃れて潜伏していたが、翌明治2年（1869年）2月26日に捕縛され、4月3日に水戸郊外の刑場にて処刑された。同年、地元民によって戦場跡に「戦死二十五人墓」（逃走塚）と呼ばれる諸生党の供養塔が築かれている。